# Ceresium vile
Ceresium vile là một loài bọ cánh cứng trong họ Cerambycidae.